# Tom Kapinos
Tom Kapinos (né le 12 juillet 1969 à New York) est un producteur et scénariste américain (d'origine grecque) de séries télévisées.

## Filmographie

### Séries télévisées
- Californication
- Lucifer
- White Famous